# Miguel Esteban
Miguel Esteban é um município da Espanha na província de Toledo, comunidade autónoma de Castilla-La Mancha, de área 93 km² com população de 5435 habitantes (2006) e densidade populacional de 54,81 hab/km².

## Demografia
| Variação demográfica do município entre 1991 e 2004 | Variação demográfica do município entre 1991 e 2004 | Variação demográfica do município entre 1991 e 2004 | Variação demográfica do município entre 1991 e 2004 |
| --------------------------------------------------- | --------------------------------------------------- | --------------------------------------------------- | --------------------------------------------------- |
| 1991                                                | 1996                                                | 2001                                                | 2004                                                |
| 4673                                                | 4688                                                | 4935                                                | 5077                                                |